# Kepler-30
Kepler-30 ist ein sonnenähnlicher Stern, der von drei Exoplaneten umkreist wird.

## Exoplaneten
Es konnte nachgewiesen werden, dass die drei Planeten des Systems (Kepler-30b, Kepler-30c und Kepler-30d) in der Äquatorebene des Sterns umlaufen, so wie in unserem Sonnensystem.
Kepler-30b hat eine Umlaufperiode von 29,3 Tagen und ist mit etwa 11 Erdmassen und 4 Erdradien der kleinste bekannte Begleiter (vergleichbar Neptun). Kepler-30c kreist in ungefähr 60 Tagen um seine Sonne. Er ist der massereichste und größte bekannte Exoplanet des Systems mit ungefähr 2 Jupitermassen und einem Radius von etwa 12 Erdradien. Kepler-30d weist eine Umlaufperiode von 143 Tagen, eine Masse von rund 23 Erdmassen und einen Radius von 9 Erdradien auf.